# Michael Talbott
Michael Talbott, född 2 februari 1955 i Waverly, Iowa, är en amerikansk skådespelare. Han är mest känd i rollen som undercover-polisen Stan Switek i TV-serien Miami Vice.